# Кюдо
Кюдо – буквално „пътят на лъка“ (kyu – лък, do – път) е японско изкуство за стрелба с лък. Кюдото е модерно японско бойно изкуство.

## История
Кюдо е основано на по-старото кюджуцу (kyujutstu), което е събирателно за всички техники, свързани с лъка и използвани през вековете в Япония. Подобно на кендо кюдо има повече морален и изграждащ личността характер, отколкото бойна насоченост.
Въпреки че кюдо не е религия, това бойно изкуство е било повлияно от 2 школи на източната философия: зен-будизъм и шинтоизъм (местната японска вяра). Дълги години ритуалната употреба на лъка и стрелите е била част от традиционната японска религия – шинтоизма. Голяма част от практиката, съпътстваща кюдо, също е оформена и заимствана от шинтоизма. Влиянето на зен-будизма е по-скорошно и датира от периода Камакура (1185-1333), когато воините-стрелци възприели зен-будизма като предпочитан метод за морална тренировка.
Същността на това бойно изкуство, според неговите проповедници, се крие в духовната чистота и правилната нагласа на съзнанието, както и в обединяването на 3-те основни елемента на кюдо – стойка, движение и техника, в съвършена хармония. Истинският изстрел не е само уцелването на центъра на мишената, а самото присъствие там още преди стрелата да бъде освободена.

## Техники
Има 8 фундаментални стъпки за изстрел според философията на кюдо:
- ашибуми (позициониране на стъпалата),
- дозукури (позициониране на тялото),
- югамае (подготвяне на лъка),
- учиокоши (вдигане на лъка),
- хикиваке (опъване на лъка),
- каи (завършване на опъването),
- ханаре (освобождаване на стрелата) и
- юдаоши (сваляне на лъка).

Всички тези стъпки трябва да са в неизменна хармония, за да се постигне крайната цел на изстрела – стрелата да е попаднала в мишената, още преди да е освободена.
Лъкът, използван в кюдо, е направен от бамбукови пръчки и достига дължина 2 метра. Горното рамо е удължено за сметка на долното, като причина за това се сочи по-голямото удобство при стрелба от ездач. Основен материал за изработване на тетивата е било животинско сухожилие, обработено по специален начин. В днешно време могат да се открият лъкове, изработени от нормална дървесина (най-често червен дъб), и синтетични тетиви.
Останалата част от екипировката е хакама, кюдо-ги и дясна кожена ръкавица. Ги-то загръща само лявата ръка на стрелеца, за да не пречи при прицелването и освобождаването на дясната, като това правило не важи за девойките, трениращи кюдо.